# Jean-Marc Pastor
Pour les articles homonymes, voir Pastor.
Jean-Marc Pastor est un homme politique français, membre du Parti Socialiste, né le 12 février 1950 au Ségur, Tarn, France.
Agriculteur de formation, il est élu sénateur du Tarn le 24 septembre 1995 puis réélu le 26 septembre 2004.
Président du groupe d'amitié France-Cône Sud du Sénat, il est à l'origine d'une résolution adoptée par le Sénat en 2011 instaurant la Journée de l'Amérique latine et des Caraïbes, afin de célébrer et renforcer les liens entre les pays de cette région et la France. Cet événement deviendra en 2014 la Semaine puis les Semaines de l'Amérique latine et des Caraïbes, coordonnées par le ministère de l'Europe et des affaires étrangères, et donnant lieu chaque année, aux mois de mai et juin, à de nombreux événements culturels en France et en Amérique latine.

## Fonctions antérieures
- Questeur du Sénat (2008-2011)
- Président de l'association des maires et des élus locaux du Tarn
- Maire de Le Ségur (1977-2008)
- Conseiller général du Tarn (canton de Monestiés 1982-2008)
- Président de la communauté de communes Ségala-Carmausin